# Kratka circularis
Kratka circularis är en stekelart som beskrevs av Boucek 1993. Kratka circularis ingår i släktet Kratka och familjen puppglanssteklar. Inga underarter finns listade i Catalogue of Life.